# سلطانه
سلطانه (به عربی: سلطانة) یک واژه و عنوان سلطنتی عربی به معنای «زن سلطان» است. این اصطلاح در برخی از کشورهای اسلامی به‌طور رسمی برای پادشاهان زن به‌کار می‌رفته است و از نظر تاریخی برای همسران سلاطین نیز استفاده می‌شده است.
بسیاری از زنان فرمانروا یا همسران پادشاهان در شرق و غرب آسیا، مانند رضیه سلطانه در هند و ملک طوران در مصر، عنوان رسمی «سلطانه» داشته‌اند. از سدهٔ شانزدهم میلادی، عثمانیان عنوان سلطان را برای شاهزاده خانم‌های امپراتوری پس از نام‌هایشان به‌کار می‌بردند؛ مانند مهرماه سلطان و خدیجه سلطان. مادر پادشاه که قدرت بیشتری هم داشت، عنوان رسمی «والده سلطان» را داشت. والده سلطان‌ها تنها با همین عنوان و بدون ذکر نام خود، مورد اشاره قرار می‌گرفتند. همسر اصلی پادشاه عنوان «خاصگی سلطان» را یدک می‌کشید و دیگر همسران لقب خاتون داشتند. این کاربردها نشان‌دهندهٔ اهمیت امتیاز خانوادگی در مفهوم قدرت در دولت عثمانی هستند. با این همه، منابع اروپایی اغلب عنوان رسمی سلطان‌ها به صورت سلطانه ثبت می‌کردند؛ احتمالاً برای آنکه آنها را از پادشاهان عثمانی متمایز کنند. برخی از همسران پادشاهان مسلمان صرفاً از عنوان ملکه استفاده می‌کردند. این عنوان هنوز در بسیاری از پادشاهی‌های مسلمان مانند پادشاهی اردن استفاده می‌شود.